# Azoty (Kędzierzyn-Koźle)
Azoty – jedno z 16 osiedli administracyjnych miasta Kędzierzyna-Koźla. Siedziba Rady Osiedla znajduje się przy ulicy  Waryńskiego 1–3. Przewodniczącym Zarządu Osiedla (2023) jest Grzegorz Kodź.
Włączone do Kędzierzyna w 1975 roku.

## Historia

### III Rzesza
W 1940 rozpoczęto w pobliżu Kędzierzyna budowę zakładu chemicznego (produkcja izooktanu) koncernu Interessen-Gemeinschaft Farbenindustrie AG – w skrócie IG Farben. Tutejsze zakłady miały produkować benzynę syntetyczną na drodze uwodornienia węgla. Produkcję uruchomiono pod koniec 1943 r.
Na potrzeby budowy zakładów i utrzymania produkcji rozpoczęto w 1940 tworzenie rozległej sieci różnego rodzaju obozów, położonych w pasie od Blachowni przez Kędzierzyn i Azoty do Bierawy. Skoncentrowano tutaj około 35 tys. ludzi uwięzionych w różnych obozach. Obóz pracy przymusowej w Azotach mieścił około 10 tys. robotników z Generalnego Gubernatorstwa, ZSRR, Protektoratu Czech i Moraw, Francji i Włoch.
Alianckie lotnictwo (startowało z Włoch) przeprowadziło pierwsze loty rozpoznawcze w rejonie Kędzierzyna w marcu 1944. Zmasowane naloty bombowe rozpoczęły się w lipcu 1944. W wyniku masowych bombardowań tutejsze zakłady chemiczne zostały zniszczone. W dniach 21/22 stycznia 1945 przeprowadzono ewakuację zakładów i obozów przymusowej pracy.

### Polska Ludowa
W dniu 31 stycznia 1945 Armia Czerwona zajęła Azoty. 21 marca 1945 rozpoczęło się przejmowanie od Armii Czerwonej obiektów gospodarczych w powiecie kozielskim. Sowieci przed wycofaniem się przeprowadzili całkowity demontaż urządzeń i aparatury zakładów chemicznych (zniszczenia osiągnęły poziom 100%) i innych lokalnych zakładów przemysłowych. Pozostałe urządzenia wywieźli Polacy do odbudowywanych zakładów chemicznych w Oświęcimiu, Chorzowie i Tarnowie.

### Rozbudowa przemysłu
W 1948 rząd podjął decyzję o wybudowaniu w Kędzierzynie trzeciej w kraju obok Chorzowa i Tarnowa fabryki nawozów sztucznych. Fabryka otrzymała nazwę: Zakłady Przemysłu Azotowego „Kędzierzyn”.
Dla potrzeb nowych pracowników od 1951 rozpoczęto budowę nowych domów mieszkalnych na osiedlu Azoty.

## Gospodarka
- Air Products Sp. z o.o. – producent gazów technicznych
- Brenntag Polska Sp. z o.o. – dystrybutor surowców chemicznych dla przemysłu
- Chemzak Sp. z o.o. – przemysł chemiczny
- CTL Chemkol Sp. z o.o. – logistyka, przewozy kolejowe
- Messer Polska Sp. z o.o. – producent gazów technicznych
- Zakłady Azotowe Kędzierzyn SA – przemysł chemiczny

## Komunikacja
Miejski Zakład Komunikacyjny w Kędzierzynie-Koźlu posiada w dzielnicy Azoty 4 przystanki autobusowe: Zakłady Azotowe Kędzierzyn, Azoty Azotor, Hotel Centralny i Azoty Las. Dodatkowe przystanki autobusowe znajdują się na terenie Zakładów Azotowych Kędzierzyn.
Kursują tutaj autobusy linii: 1, 7 oraz zmienione trasy linii 8 (jako 7 Bis) i 13.

### Kolej
W Azotach znajduje się kolejowy przystanek osobowy Kędzierzyn Koźle Azoty.

## Środowisko
W granicach osiedla znajduje się użytek ekologiczny Żabi Dół.

## Kultura
- Filia nr 13 (ul. W. Grabskiego 6) Miejskiej Biblioteki Publicznej w Kędzierzynie-Koźlu.
- Parafialny Dom Kultury corocznie organizuje Festiwal Pieśni Religijnej. Instruktorzy prowadzą sekcje muzyczną, teatralną i zajęć różnych.

## Edukacja
- Publiczna Szkoła Podstawowa nr 3 im. Komisji Edukacji Narodowej, ul. Ignacego Mościckiego 13
- Publiczne Gimnazjum nr 10, ul. Ignacego Mościckiego 13
- Zespół Szkół nr 4 z Publicznym Gimnazjum nr 6, ul. Mostowa 7
- Centrum Kształcenia Praktycznego i Ustawicznego, ul. Mostowa 17

## Kościoły i związki wyznaniowe
- Rzymskokatolicka parafia pw. św. Floriana, ul. Chemików 3

## Sport
- Kompleks sportowo-rekreacyjny (ul. Mostowa) – wykorzystywany sezonowo, w okresie letnim – basen i brodzik oraz zimowym – lodowisko (rekreacyjnie oraz do imprez sportowo-rekreacyjnych, obiekt klubu hokeja na lodzie Chemik Kędzierzyn-Koźle).
- Hala widowiskowo-sportowa (ul. Mostowa) – nowoczesna hala wielofunkcyjna.
- Korty Tenisowe (ul. Grabskiego 1) – wykorzystywane rekreacyjnie.
- Hala sportowa w szkole PSP 5 (ul. Kościuszki 41).

## Służby mundurowe

### Straż pożarna
- Jednostka Ratowniczo-Gaśnicza nr 1[4].